# Frauenmystik

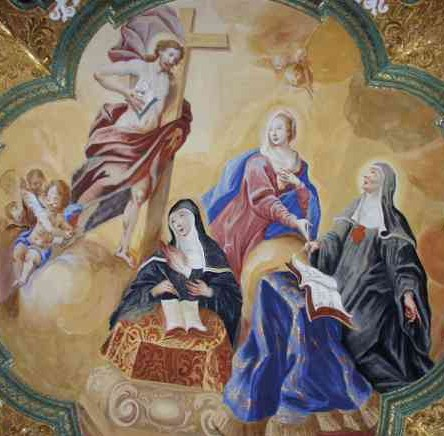
Christus erscheint den Nonnen von Helfta
(Gemälde von Warathy 1720 in der Klosterbibliothek Metten)

Die Frauenmystik war eine christliche mystische Bewegung des 12. bis 14. Jahrhunderts in Mitteleuropa.
Während das Tragen der Wundmale Christi und das ekstatische Erleben der Eucharistie sie mit anderen Formen der Christlichen Mystik verbindet, lässt sich die Frauenmystik in ihrer Zeit durch eine angebliche körperliche Christuserfahrung als Mutter oder Braut Jesu eingrenzen. Die Frauenmystik kam kurz vor der Zeit der sogenannten deutschen Mystik auf und teilt einige Elemente mit dieser.

## Beginn der Frauenmystik im Hochmittelalter
Als erste deutsche Mystikerin gilt Hildegard von Bingen, die nach eigener Aussage prophetische Visionen empfing und diese niederschrieb. Sie verbreitete ihre Vorstellungen auch auf Reisen und mit öffentlichen Predigten.
Im 12. und frühen 13. Jahrhundert beobachtete und beschrieb der Klerus in Lüttich, Brabant sowie in Italien vermehrt geistliche Frauen, die neuartige Formen der Christus- und Marienverehrung praktizierten. Hierzu gehörten Gelübde der Jungfräulichkeit, Askese und Armut, sowie Ekstasen und extreme Eucharistieverehrung. Diese frommen Frauen wurden zunehmend von Hagiographen in Heiligenvitae beschrieben. Zu diesen gehörten vor allem Ordensfrauen, etwa die Zisterzienserinnen Lutgard von Tongern, Ida von Léau, Ida von Löwen, Adelheid von Scharbecke, Ida von Nivelles und Beatrijs von Nazareth; aber auch weitere Frauen wie die aus dem Benediktinerorden ausgeschlossene Juliana von Cornillon, die wundertätige Christine von St. Trond, Juliana von Lüttich, Jutta von Huy und Christina von Retters.
Anders als bei männlichen Orden, denen weltlich-spirituelle Taten wie Klostergründungen, Konventsorganisation oder Ketzerbekämpfung offenstanden, entwickelten die niederdeutschen Frauen, gerade die Beginen und Zisterzienserinnen, eine eigene Spiritualität, die sich um innere Erfahrungswelten drehte. Dabei kam es zu Visionen, intensiven Vereinigungserlebnissen mit Christus und einem ekstatischen Erlebnis der Eucharistie. Die Christuserlebnisse umfassten das Spüren des Herzen Jesus sowie direkte Begegnungen mit dem Jesuskind, dem Jesusknaben oder dem leidenden Jesus.
Obwohl angenommen werden kann, dass diese frommen Frauen (mulieres sanctae bzw. religiosae) gebildet und des Schreibens kundig waren, gibt es von dem Beginn der Frauenmystik mit Ausnahme eines Traktats von Beatrijs von Nazareth heute keine Selbstzeugnisse mehr, sondern nur die von Hagiographen verfassten Vitae.

## Beginen und Mystik außerhalb des Klosters

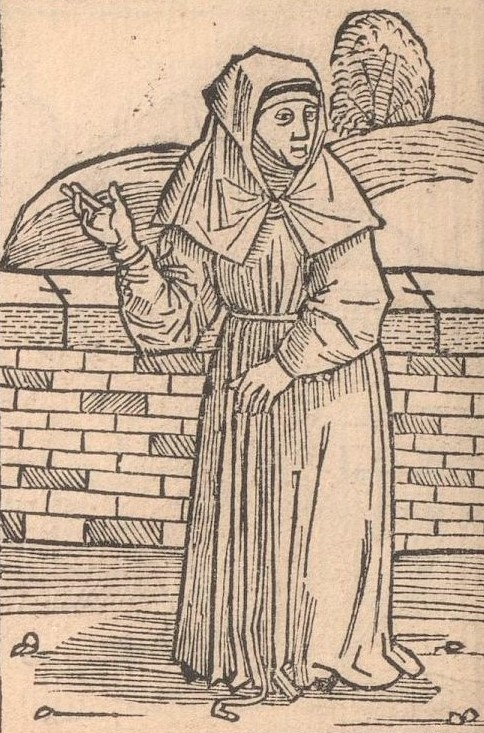
Holzgravur einer Begine, entnommen dem Totentanz von Matthäus Brandis (1489)

Die Beginen, die gemeinsam mit den oben ausgeführten Besonderheiten der Frauenmystik auch Elemente der Deutschen Mystik aufgriffen und verbreiteten, setzten sich im Laufe des 13. Jahrhunderts immer stärker dem kirchlichen Verdacht der Häresie aus, da sie in schwer kontrollierbaren Laiengemeinschaften wirkten und eigene Lehren aufstellten. Aus ihren Reihen haben nur wenige Frauen schriftliche Zeugnisse hinterlassen:
- Die Autorin Hadewijch (13. Jahrhundert) orientierte sich mit ihren Werken an existierenden, teilweise höfisch-poetischen Modellen. Es wurde vermutet, dass sie ihre Schriften als Lehrmeisterin aus dem Exil an ihre Gefolgsleute schrieb.
- Mechthild von Magdeburg (1207–1282) stellte in Thüringen mit Das fließende Licht der Gottheit eine Sammlung von religiös-mystischen Schriften zusammen, die sich nicht in eine literarische Tradition einfügten. Die teilweise formulierte Kritik in ihrem Werk führte zu Aufsehen, sodass sich die Begine nach jahrelangen Anfeindungen in das Zisterzienserkloster Helfta zurückzog.
- Marguerite Porete (Mitte 13. Jahrhundert – 1310), die zuerst im Hennegau und später in Paris lehrte und deren theologische Auffassungen ihrem Zeitgenossen Meister Eckhart nahestanden, wurde für die fortgesetzte Verbreitung ihrer Hauptschrift Spiegel der einfachen Seelen 1310 als rückfällige Ketzerin verbrannt.

Abgesehen von der Tradition einer mystischen Erfahrung der Nähe zur Christus und Gott ergibt sich kein durchgängiges Bild einer Beginenmystik im deutschsprachigen Raum, gerade wenn man anders gelagerte Beginen-Visionen wie das der Christina von Stommeln berücksichtigt. Gemeinsam war den genannten Autorinnen eine mystische Spekulation über die unmittelbare Liebe Gottes zum gottgläubigen Menschen, direkt und ohne Einfluss von kirchlichen Einrichtungen. Hierdurch unterschieden sie sich von den niederdeutschen mulieres sanctae des 12. Jahrhunderts, die streng orthodox innerhalb der Kirchenhierarchie gelebt hatten. Die Beginenbewegung wurde vor allem aus diesem Grund ab dem Beginn des 14. Jahrhunderts offen bekämpft. Ihre Anhänger wurden gedrängt, sich in Klostergemeinschaften einzugliedern.

## Frauenmystik im Spätmittelalter
In Helfta wirkte nach Mechthild von Magdeburg ihre Schülerin Gertrud von Helfta, unterstützt durch Mechthild von Hackeborn. In den Büchern Liber specialis gratiae (Buch der besonderen Gnade) und Legatus divinae pietatis (Gesandter der göttlichen Liebe) berichteten sie bildhaft neben dem Alltagsleben und den strikten Riten des Klosters über vielfältige und erkennbar weibliche Christuserfahrungen, Visionen und göttliche Errettung aus Krankheit. Unter anderem wurde der Tod allegorisch als jenseitige Ehelichung Jesus Christus zelebriert. Die Offenbarungsschriften, die ein auf die Gemeinschaft mit Jesus Christus ausgerichtetes Bild ausbreiteten, konzentrierten sich stark auf die Belehrung der Mitschwestern in klösterlicher Tugend. Caroline Walker Bynum konstatierte hierin den Unterschied zu Mechthild von Magdeburg, die als volkstümliche Einzelkämpferin gegen die Kirchenhierarchie schrieb. Doch auch die beiden nachfolgenden Helftaer Mystikerinnen hätten sich mit großer Selbstverständlichkeit eine Kirchenautorität zugemaßt, die ihnen als Frauen nach damaliger Kirchenlehre eigentlich nicht zugestanden hätte.
Neben Helfta traten Dominikanerinnenklöster im süddeutschen und schweizerischen Raum als Zentren der Frauenmystik hervor. In sogenannten Schwesternbüchern stellten dominikanische Nonnen die Vitae der Konventsmitglieder vor. Hierbei gab es neben dem Typus der kurzen Vita im Rahmen der Klostergemeinschaft auch den des ausführlichen hagiographischen Gnadenzeugnisses, vergleichbar den frühen Brabanter und Lütticher Mystikerinnen. In genauen Beschreibungen legten die Nonnen Zeugnis ab über ihre Askesepraktik, die spirituelle Bewährungsprobe der Krankheit und die damit verbundene Gottesbegegnung, sowie über in der Regel körperliche Christuserfahrungen. Zu letzterer gehörten unter anderem die Konfrontation mit den Wundmalen Christi, „süße“ Geschmacks- und Sinneserfahrungen, Schwangerschaftssensationen der Maria und ein mehr als nur allegorischer Umgang mit dem Bräutigam Jesus Christus durch Umarmung, Kuss und Vereinigung. Wichtige Vertreterinnen dieser mystischen Erfahrungen waren wohl Margareta Ebner und Christine Ebner, sowie Anna von Munzingen, Adelheid Langmann und Lukardis von Oberweimar. Beeinflusst wurden diese Mystikerinnen aber auch von männlichen Seelsorgern wie Heinrich Seuse, Heinrich von Nördlingen sowie Friedrich Sunder – von letzterem, der Klosterkaplan eines Dominikanerinnenklosters war, ist ebenfalls eine Vita im Stil der Frauenmystik überliefert.

## Weitere Mystikerinnen
Neben dem niederdeutschen Raum gab es auch in Frankreich und Italien Mystikerinnen, die sich jedoch nicht deutlich in eine Bewegung einordnen lassen; so etwa Alpais, Margareta von Cortona und Klara von Montefalco, welcher Jesus sein Kreuz ins Herz eingepflanzt haben soll. Vergleichbare mystische Erfahrungen werden auch Maria Franziska von den fünf Wunden Christi, der heiligen Birgitta von Schweden und Caterina de’ Ricci nachgesagt. Auch in späteren Jahrhunderten und in anderen Regionen traten Frauen auf, deren mystische Erfahrungen mit dem Schema der mittelalterlichen Frauenmystik verwandt sind: Stigmatisierungen, die ausschließliche Ernährung durch den Leib Christi (etwa in Form von Hostien) oder das mystische Erleben des Herzens Jesu sind in diesem Zusammenhang häufig berichtete Merkmale der Mystik in katholischen Regionen.

## Rezeption
Schon viele Zeitgenossen traten der offenbarenden Frauenmystik skeptisch bis ablehnend entgegen, nicht nur aufgrund der abschätzigen Meinung, die man im Mittelalter selbst gebildeten Frauen entgegenbrachte. Im Wissen, dass sie nicht ernst genommen würden, beriefen sich geistliche Frauen bei ihren Lehren darum häufig auf göttliche Weisung, anstelle den theologischen Disput mit männlichen Theologen zu wagen. Vom Klerus geduldet oder unterstützt (und nicht als Häresie verdammt) wurden die Anmaßungen von Autorität wiederum häufig nur, wenn die Frauen Auffassungen der Kirchenhierarchie vertraten. Bereits der fromme Mystiker David von Augsburg warnte vor Irrwegen der mystischen Visionen und Offenbarungen, die nicht der Gewinnung neuer Erkenntnisse, sondern nur der geistigen Reinigung dienen dürften.
Der Bericht der österreichischen Begine Agnes Blannbekin, sie habe bei der Eucharistie die Heilige Vorhaut geschmeckt, führte im 18. Jahrhundert zu dessen Indizierung.
Die historische wie auch die theologische Forschung stand auch gerade den Selbstzeugnissen der klösterlichen Gnadenvitae sehr lange höchst kritisch gegenüber. Die Texte gerade der spätmittelalterlichen Schwesternbücher wurden als oberflächliche Zeugnisse einer Erlebnismystik gesehen, welche theologische Metaphern plump auf den eigenen Körper übertragen habe und damit spirituelle Unwissenheit bezeuge. Zuweilen wurde darin auch ein Kulturverfall, Abfall von der Klosterdisziplin und eine Bildungsverflachung gesehen. Nach der These von Herbert Grundmann lag die weite Ausbreitung der Frauenmystik in einer Zunahme von volkstümlicher geistlicher Erbauungsliteratur für Frauen begründet, wobei die mystizierenden Frauen lediglich (von männlichen Kirchenlehrern verfasste) theologische Texte (zu) wortgetreu interpretierten. Neuere Untersuchungen rückten dagegen die Beschreibung der körperlichen Erfahrung in der Nachfolge Christi in den Vordergrund und stellten diese als Errungenschaft der Frauenmystik dar oder untersuchten den literarischen Charakter der Texte, der möglicherweise sehr wohl bloß metaphorisch gemeint war.